# Galisteo (Nuevo México)
Galisteo es un lugar designado por el censo ubicado en el condado de Santa Fe en el estado estadounidense de Nuevo México. En el Censo de 2010 tenía una población de 253 habitantes y una densidad poblacional de 38,61 personas por km².

## Geografía
Galisteo se encuentra ubicado en las coordenadas 35°23′42″N 105°57′25″O / 35.39500, -105.95694. Según la Oficina del Censo de los Estados Unidos, Galisteo tiene una superficie total de 6.55 km², de la cual 6.55 km² corresponden a tierra firme y (0%) 0 km² es agua.

## Demografía
Según el censo de 2010, había 253 personas residiendo en Galisteo. La densidad de población era de 38,61 hab./km². De los 253 habitantes, Galisteo estaba compuesto por el 85.77% blancos, el 0.4% eran afroamericanos, el 0.79% eran amerindios, el 0.79% eran asiáticos, el 0.4% eran isleños del Pacífico, el 8.7% eran de otras razas y el 3.16% pertenecían a dos o más razas. Del total de la población el 31.23% eran hispanos o latinos de cualquier raza.